# Colobothea luctuosa
Colobothea luctuosa là một loài bọ cánh cứng trong họ Cerambycidae.